# Grey's Anatomy (4.ª temporada)
A quarta temporada do drama médico americano Grey's Anatomy, começou a ser exibida nos Estados Unidos na American Broadcasting Company (ABC) em 27 de setembro de 2007, e terminou em 22 de maio de 2008. A temporada continua a história de um grupo de cirurgiões e seus mentores no fictício Seattle Grace Hospital, descrevendo suas vidas profissionais e o modo como elas afetam o desenvolvimento pessoal de cada personagem. A quarta temporada teve doze membros regulares da série, dez deles retornando da temporada anterior, dos quais oito fazem parte do elenco original da primeira temporada. A temporada foi ao ar no horário das noites das quintas-feiras às 21:00. Além dos dezessete episódios regulares, um clipe narrado pelos editores da People recapitulou os eventos anteriores da série e fez a transição de Grey's Anatomy para Private Practice, uma série derivada focado na Dra. Addison Montgomery e exibido no dia 19 de setembro de 2007, antes da estreia da temporada. A temporada foi oficialmente lançada em DVD como um boxset de cinco discos sob o título de Grey's Anatomy: Season Four – Expanded em 9 de setembro de 2008 pela Buena Vista Home Entertainment.
Pela primeira vez na história da série, muitas mudanças de elenco ocorrem, vendo a primeira partida de dois membros principais do elenco. Apesar de ter recebido vários prêmios e indicações dos membros do elenco e para a equipe de produção, a temporada recebeu uma resposta mista da crítica e dos fãs. A criadora do programa Shonda Rhimes contribuiu fortemente para a produção da temporada, escrevendo cinco dos dezessete episódios. O episódio de maior audiência foi a estreia da temporada, que foi assistida por 20,93 milhões de telespectadores. A temporada foi interrompida pela greve dos roteiristas entre 2007 e 2008, que resultou na produção de apenas dezessete episódios, em vez de vinte e três originalmente planejados.

## Enredos
A temporada é marcada pela saída do Dr. Burke. Os internos protagonistas com exceção de George, que foi reprovado em seu teste, são agora residentes e têm seus próprios internos. Um dos grandes problemas que as personagens vão enfrentar será a traição de George com Izzie e o relacionamento deles com Callie, agora residente-chefe. Os personagens passam a ter problemas com seus novos internos, e o pior destes acontece quando logo no começo da temporada Meredith descobre que um dos internos de Cristina é a sua meia-irmã Lexie Grey, uma relação que trará grandes desafios pela frente.
Erica Hann, a médica que fez a cirurgia no pai de George, é contratada para ficar no lugar de Burke, e Cristina sofre nas mãos dela, pois esta se recusa a ensiná-la. Lexie tem alguns encontros com Alex, mas os dois se afastam quando Ava retorna e se envolve com Dr. Karev. Ava tem um distúrbio psicológico, o mesmo que a mãe de Karev teve quando ele era criança, logo, o relacionamento de ambos é abalado.
George agora é um interno do primeiro ano novamente e a residente responsável por ele é a Dra. Meredith Grey. O relacionamento de Meredith com Derek parece ir por água abaixo, quando eles terminam o namoro logo no primeiro episódio. Callie e George acabam se divorciando. Derek sai com outras mulheres, como Sidney Heron e a enfermeira Rose, uma enfermeira instrumentadora. Richard permite George refazer o teste para residente, Callie descobre que está atraída por Erica Hahn.
Derek e Meredith estão envolvidos com uma pesquisa científica, porém seus pacientes não conseguem sobreviver à técnica. Até que no último episódio, eles obtêm sucesso. Separadamente os dois ficam cientes do sucesso da pesquisa, e saem procurando um ao outro.

## Elenco e personagens
| - Ellen Pompeo como a Dra. Meredith Grey - Sandra Oh como a Dra. Cristina Yang - Katherine Heigl como a Dra. Izzie Stevens - Justin Chambers como o Dr. Alex Karev - T.R. Knight como o Dr. George O'Malley - Chandra Wilson como a Dra. Miranda Bailey - James Pickens, Jr. como o Dr. Richard Webber - Sara Ramirez como a Dr. Callie Torres - Eric Dane como o Dr. Mark Sloan - Chyler Leigh como a Dra. Lexie Grey - Patrick Dempsey como o Dr. Derek Shepherd - Brooke Smith como a Dra. Erica Hahn | - Lauren Stamile como a enfermeira Rose - Sarah Utterback como a enfermeira Olivia Harper - Diahann Carroll como Jane Burke - Jack Axelrod como Charlie Yost - Edward Herrmann como Norman Shales - Kali Rocha como Sydney Heron - Elizabeth Reaser como Rebecca "Ava" Pope - Loretta Devine como Adele Webber - Anjul Nigam como o Dr. Raj Sen - Jeff Perry como Thatcher Grey - Debra Monk como Louise O'Malley - Mark Saul como o Dr. Steve Mostow - Amy Madigan como o Dr. Katharine Wyatt - Cress Williams como Tucker Jones | - Kate Walsh como a Dra. Addison Montgomery - Mark Pellegrino como Chris - Caroline Aaron como Connie - Michael McGrady como Stanley Singer - Miriam Flynn como Gretchen Bitzer - Amy Hill como Joanne - David Clennon como Jack Shandley - Kurt Fuller como Jerry - Seth Green como Nick Hanscom - Gale Harold como Paramedic Shane - John Billingsley como Jacob Nolston - Alison LaPlaca como a sra. Nolston - Kimberly Huie como Mary Daltrey - Theo Rossi como Stan Giamatti - Cheech Marin como Otis Sharon - Paul Dooley como o Dr. Walter Tapley - John Cothran como Ken Monroe - Kathryn Meisle como Liz Monroe - Jurnee Smollett como Beth Monroe - Jana Kramer como Lola - James Immekus como Andrew Langston - Sterling Knight como Kip |

Nota
1. ↑  Brooke Smith é creditada a partir do quinto episódio

## Episódios
| N.º na série | N.º na temp. | Título                                   | Dirigido por        | Escrito por                    | Exibição original      | Audiência (milhões) |
| --- | ------------ | ---------------------------------------- | ------------------- | ------------------------------ | ---------------------- | ------------------- |
| 62 | 1            | "A Change Is Gonna Come"                 | Rob Corn            | Shonda Rhimes                  | 27 de setembro de 2007 | 20.93               |
| Tendo acabado de voltar de sua lua de mel com Meredith, Cristina procura por Burke, mas ele não está em lugar nenhum. Meredith, Cristina, Izzie e Alex passam o primeiro dia como residentes com seus próprios grupos de internos. Entre os internos estão George, repetindo o seu ano de internato depois de ter falhado nos exames, e Lexie Grey, a meia-irmã de Meredith que ela nunca conheceu. Os residentes e internos têm que lidar com as vítimas de um amontoado de carros múltiplos, incluindo um homem que veio à vida, uma mulher grávida que perdeu um braço e um homem com um desejo compulsivo de comer. Izzie atrai a ira de seus internos fazendo com que eles tratem um cervo. Agora que o relacionamento de Derek com Meredith chegou a um impasse emocional, ele procura por seus colegas médicos por amizade. Webber retoma sua posição como chefe de cirurgia. Bailey luta com o seu lugar dentro do hospital, agora que seus ex-internos se reportam à nova Chefe Residente Callie, que luta com sua nova posição. |              |                                          |                     |                                |                        |                     |
| 63 | 2            | "Love/Addiction"                         | James Frawley       | Debora Cahn                    | 4 de outubro de 2007   | 18.51               |
| Uma explosão de apartamento inunda o pronto-socorro com pacientes, e Alex arrisca uma família quando percebe a causa do acidente. Enquanto isso, Meredith intriga Derek com uma abordagem "S & M" (sexo e gozação) em seu relacionamento, e Derek fica com a ideia errada. Cristina começa a dar presentes de casamento aos colegas em troca de cirurgias. Mama Burke retorna para recolher as coisas de Burke e dá julgamento e conselhos aos médicos. George decide terminar com Callie depois de perceber que ele tem sentimentos por Izzie, mas Izzie pára quando ela tem que trabalhar com Callie, e vê como ela está lutando. Callie se choca com Bailey depois que ela envia Meredith para a clínica depois de ficar irritada com Lexie e outro interno. Meredith rejeita as tentativas de Lexie de conhecê-la. Webber começa a delegar em uma tentativa de voltar com Adele. |              |                                          |                     |                                |                        |                     |
| 64 | 3            | "Let the Truth Sting"                    | Daniel Minahan      | Mark Wilding                   | 11 de outubro de 2007  | 19.04               |
| Quando o "cara realmente velho" acorda do coma, Izzie se irrita com ele por causa de suas tentativas de acabar com sua vida. Izzie pressiona George para terminar as coisas com Callie. Callie e George se encontram muito tensos em seu quarto de hotel. Bailey confronta Callie sobre a quantidade de esforço que ela está colocando como chefe residente. O relacionamento complicado de Meredith e Lexie continua por causa da técnica de ensino de Meredith, mas Bailey intervém para ajudar Lexie a se desenvolver. Cristina começa a fingir tristeza para fazer mais cirurgias. Alex recebe um novo interno, Norman, e é forçado a fazer um procedimento com o qual não está familiarizado com um paciente quando Derek se torna indisponível. Mark e Webber tentam uma cirurgia que nunca se apresentaram antes, e Derek tem que lembrá-los do risco que eles correram. Alex diz aos outros internos que George está repetindo seu interno. |              |                                          |                     |                                |                        |                     |
| 65 | 4            | "The Heart of the Matter"                | Randall Zisk        | Allan Heinberg                 | 18 de outubro de 2007  | 18.04               |
| Meredith concorda em ir embora com Derek para o fim de semana, mas precisa tirar Norman de Alex. No entanto, Derek percebe que ele e Meredith querem coisas diferentes e considera terminar seu relacionamento. Meredith se irrita com Norman depois que seu erro os leva a dizer ao paciente errado que ela está morrendo. Callie perdoa George por dormir com Izzie. Lexie se levanta para Cristina, e Derek critica seu estilo de ensino. George tenta desesperadamente encontrar Izzie antes que Callie possa, enquanto Izzie admite a Alex que ela dormiu com George. Derek, Cristina e Lexie tratam um jogador de futebol americano universitário que enfrenta paralisia, cujo pai ainda é muito crítico com ele. Bailey e Callie têm que lidar com uma paciente que quer sair do hospital o mais rápido possível para que ela possa continuar treinando para obter a aprovação do namorado, e Callie leva seus problemas pessoais para ele quando o paciente morre. A sobrinha de Webber acaba de volta ao hospital, e Webber está desanimada quando ela admite que não quer mais tratamento contra o câncer. |              |                                          |                     |                                |                        |                     |
| 66 | 5            | "Haunt You Every Day"                    | Bethany Rooney      | Krista Vernoff                 | 25 de outubro de 2007  | 18.17               |
| Um pesadelo traz Meredith para remover as cinzas de sua mãe de seu armário. Ela acaba colocando a mãe em repouso na pia do teatro de operações. Meredith também faz uma aliança com um garotinho para lhe conceder os ouvidos de que ele precisa por meio de uma cirurgia pro-bono. Alex ignora Norman se sentindo mal, o que culmina com Norman sofrendo um derrame. Um dia agitado no pronto socorro resulta em um homem que está convencido de que seu pé não pertence a ele tentando removê-lo com uma motosserra de uma competição de jack-o-lantern. Um paciente com transplante de coração tem que enfrentar uma decisão difícil quando sua filha está em um acidente e tornou-se uma morte cerebral, o que significa que seu coração se tornou disponível para ele. Rebecca procura Alex. Erica Hahn é convidada para fazer um transplante de coração e se choca com Cristina. Callie revela o caso de George com Izzie para o hospital. Callie e Cristina se unem por causa de seus relacionamentos fracassados, levando Cristina a convidar Callie para morar com ela. |              |                                          |                     |                                |                        |                     |
| 67 | 6            | "Kung Fu Fighting"                       | Tom Verica          | Stacy McKee                    | 1 de novembro de 2007  | 19.31               |
| Webber organiza a noite de um cavalheiro, deixando Derek e Mark confusos e curiosos para determinar o que realmente é. Duas brides-a-ser brigam por um vestido de uma competição de loja de noivas, e isso complica o tratamento, já que nenhuma delas irá liberar o vestido. Os médicos tratam um pára-quedista que caiu 12.000 pés sem pára-quedas. Callie procura uma maneira de torturar George enquanto tenta lidar com o estresse de sua posição de Residente-Chefe e iminente divórcio. Meredith tenta fazer Cristina diagnosticar seus problemas pessoais. Izzie se prepara para dormir com George pela primeira vez em seu novo relacionamento. Erica exclui Cristina do serviço de cardio, o que deixa Cristina louca e desesperada, especialmente quando Erica faz Izzie se esfregar numa cirurgia de coração aberto. Alex sente pena de Lexie quando ele a pega no armário, e eles finalmente dormem juntos. |              |                                          |                     |                                |                        |                     |
| 68 | 7            | "Physical Attraction, Chemical Reaction" | Jeff Melman         | Tony Phelan & Joan Rater       | 8 de novembro de 2007  | 19.50               |
| O relacionamento recém-fundado de Izzie e George resulta em sexo ruim. Callie foge de suas responsabilidades de residente-chefe e a posição é tirada dela, com Bailey como o substituto humilde. Meredith continua a lutar com seu relacionamento com Lexie. Cristina fica irritada quando Erica a troca com Meredith e, em seguida, diz a Bailey para procurar uma especialidade diferente. Os problemas de Cristina pioram quando Erica e Meredith tiram seu paciente dela. Tanto Izzie quanto Alex têm que lidar com pacientes que os incomodam e obtêm resultados inesperados quando os colocam na mesma sala. George e Bailey operam uma criança de oito anos que tomou medidas drásticas após as dificuldades conjugais de seus pais. Derek encontra-se fazendo tarefas para Webber, que não sabe como estar por conta própria. |              |                                          |                     |                                |                        |                     |
| 69 | 8            | "Forever Young"                          | Rob Corn            | Mark Wilding                   | 15 de novembro de 2007 | 19.61               |
| Um acidente de ônibus envolvendo estudantes do ensino médio faz com que os médicos relembrem seus tempos no ensino médio. Bailey define suas regras como chefe residente. Um confronto tenso entre Lexie e Meredith leva Meredith a se sentir culpada. Callie dá a Cristina algumas dicas para entender o lado bom de Erica quando percebe Cristina tentando impressioná-la. Uma velha chama de Bailey é emocional quando ele chega ao pronto-socorro, e Bailey e Erica colidem sobre como ela está com ele. Izzie se relaciona com um adolescente, enquanto Derek trata sua melhor amiga, que tem um lápis preso na órbita do olho no acidente. Mark e Callie têm que lidar com uma vítima que quer a perfeição deles. As notícias sobre os problemas de relacionamento de Izzie e George viajam rapidamente pelo hospital, e pioram depois que Izzie pega um monte de gente fofocando sobre elas. Thatcher Grey se machuca e pede para ser tratado por Meredith. Derek conhece uma enfermeira, Rose, que parece estar interessada nele. |              |                                          |                     |                                |                        |                     |
| 70 | 9            | "Crash Into Me (Part 1)"                 | Michael Grossman    | Shonda Rhimes & Krista Vernoff | 22 de novembro de 2007 | 14.11               |
| Um acidente de ambulância faz para um dia agitado em Seattle Grace, quando Meredith e Webber tem que consolar os paramédicos presos dentro de uma das ambulâncias. Um paramédico ferido cria um alvoroço no ER sobre sua tatuagem, ofendendo Bailey. Como ela opera com ele, ela tem os outros médicos juram não usar mais seu apelido. Derek e George tratam o motorista que causou o acidente e encontram um tumor no cérebro. Derek e Rose se conhecem melhor. Bailey enfrenta problemas de relacionamento sobre quanto tempo ela passa no hospital. Callie, Mark e Erica precisam operar um paciente cardíaco que foi ferido no acidente. Lexie se apega a um paciente (Seth Green), que tem uma grande artéria exposta após a remoção de um tumor. Rebecca retorna e Lexie descobre que Alex está vendo os dois. |              |                                          |                     |                                |                        |                     |
| 71 | 10           | "Crash Into Me (Part 2)"                 | Jessica Yu          | Shonda Rhimes & Krista Vernoff | 6 de dezembro de 2007  | 17.78               |
| Meredith trabalha para salvar a vida de um paramédico depois que seu colega morreu. Meredith pede que Derek não veja outras pessoas depois de se inspirar em algum conselho que Webber deu a um paciente. Derek tem que confiar em Rose depois que o monitor da câmera quebra durante o meio de uma cirurgia, o que leva a dupla a compartilhar um beijo. Alex está suspenso por uma semana por levar Rebecca para observar uma cirurgia. Izzie percebe que ela não é cortada para cirurgia cardiovascular. As tensões entre Bailey e Tucker chegam a um ponto de ruptura. Cristina tem pena de Lexie, depois que suas ações levam à morte de um paciente. |              |                                          |                     |                                |                        |                     |
| 72 | 11           | "Lay Your Hands on Me"                   | John Terlesky       | Allan Heinberg                 | 10 de janeiro de 2008  | 17.68               |
| Quando o filho de Bailey, Tuck, está no Seattle Grace depois de uma estante cair sobre ele, ela começa a sentir que ela pode ser uma mãe ruim. Tucker e Bailey separados. O retorno da mãe de George traz Callie e George juntos mais uma vez, e seu relacionamento com Izzie falhou. Izzie e Cristina continuam sua rivalidade, e Izzie depois admite para Alex que é baseado em ciúmes. Um curador com "poderes" no Seattle Grace faz com que os médicos questionem a ciência e a fé. Meredith descobre que Rose e Derek se beijaram, o que leva a eles a se separarem. Lexie sofre uma reação alérgica depois que Meredith faz seu café da manhã. |              |                                          |                     |                                |                        |                     |
| 73 | 12           | "Where the Wild Things Are"              | Rob Corn            | Zoanne Clack                   | 24 de abril de 2008    | 16.37               |
| Seis semanas se passaram desde que Derek começou a namorar Rose, e os novos residentes estão competindo em uma competição cirúrgica. Meredith vence, dando a ela o poder de levar as cirurgias dos outros residentes. Izzie trata um homem com um tornozelo inchado que desmaiou, acreditando que ele tem uma doença misteriosa. Os médicos tratam uma família que foi vítima de um ataque de urso. Meredith acha que uma das vítimas pode estar sofrendo de um distúrbio neurológico, mas ela é ignorada por outras pessoas que pensam que ela está apenas tentando ter uma oportunidade de estar com Derek. George e Lexie se mudaram para seu novo apartamento e Lexie começa a roubar coisas do hospital para mobiliá-lo. Callie e Erica continuam sua amizade. Meredith sugere um ensaio clínico neurológico. |              |                                          |                     |                                |                        |                     |
| 74 | 13           | "Piece of My Heart"                      | Mark Tinker         | Stacy McKee                    | 1 de maio de 2008      | 15.31               |
| Addison Montgomery visita Seattle Grace da Califórnia e ela é recapitulada pelos médicos sobre o que aconteceu em sua ausência. Ela suspeita que Callie possa estar tendo sentimentos por Erica. Os cirurgiões lidam com uma mãe cujo coração do bebê se desenvolveu fora do peito, e Mark se torna um pouco pomposo quando se sente como se fosse Deus. Izzie está com ciúmes de que George esteja desenvolvendo um bom relacionamento com seus colegas internos. Rebecca revela que está grávida. Izzie fica chocada quando sua paciente grávida deseja um aborto, mas ambos acabam recuperando sua capacidade de lutar. Meredith está preocupado depois que a paciente em seu ensaio clínico fica cega. Erica finalmente diz a Cristina porque ela não vai ensiná-la. |              |                                          |                     |                                |                        |                     |
| 75 | 14           | "The Becoming"                           | Julie Anne Robinson | Tony Phelan & Joan Rater       | 8 de maio de 2008      | 16.03               |
| Uma política de "contar e contar" é instaurada no Seattle Grace depois que as enfermeiras se opõem aos encontros de Mark, fazendo com que todos no hospital tenham que registrar suas relações uns com os outros. Lexie está preocupada em descobrir que Alex esqueceu de registrar a noite juntos. Webber fica cara a cara com Adele novamente. Notícias de Burke ganhando um prêmio chega ao hospital, inquietando Cristina e Erica. Callie começa a fazer sexo com Mark para evitar Erica. Meredith e Derek admitem um soldado veterano gay em seu teste clínico. George recebe o título de "Intern to the Chief". Alex começa a trabalhar no Joe's, então ele pode conseguir dinheiro para uma casa para ele e Rebecca. O A terapeuta de Meredith fica impaciente. |              |                                          |                     |                                |                        |                     |
| 76 | 15           | "Losing My Mind"                         | James Frawley       | Debora Cahn                    | 15 de maio de 2008     | 15.55               |
| A terapia de Meredith leva a questionar seu passado. Derek e Meredith estão em desacordo quando um paciente em seu ensaio clínico quer adiar o tratamento para esperar que seu namorado, a quem sua irmã insiste, não exista. Callie começa a se perguntar se é hetero ou lésbica e tenta evitar o assunto. Mark tenta sacudir sua imagem de "prostituto", tentando se emocionar com Callie. O mentor de Webber chega ao hospital exigindo tratamento, mas Erica está relutante em operar em uma lenda. Cristina está atacando e, por fim, Lexie responde. Izzie tenta dizer a Alex que Rebecca não está grávida. |              |                                          |                     |                                |                        |                     |
| 77 78 | 16 17        | "Freedom"                                | Rob Corn            | Shonda Rhimes                  | 22 de maio de 2008     | 18.09               |
| Uma equipe cirúrgica luta contra o relógio enquanto tentava salvar um garoto envolto em cimento. A situação de Alex com uma Rebecca cada vez mais desintegrada traz de volta lembranças dolorosas que interferem em seu julgamento. Derek e Meredith têm uma última chance em seu teste clínico. Os pais de um dos pacientes querem que Derek e Meredith levem o outro paciente para o outro local. Lexie olha para os arquivos dos casos dos residentes. Meredith dá o "pager de brilho" para Cristina, para ajudá-la a lidar com sua depressão. O relacionamento de Derek e Meredith se torna mais fraturado quando Meredith tenta forçar o paciente sobrevivente a fazer o teste clínico. No entanto, quando o julgamento tem um resultado positivo, Derek e Meredith decidem reiniciar o relacionamento. Izzie está preocupada quando Alex tenta tratar Rebecca depois que ela cortou seus pulsos. Depois que Bailey vê Izzie lutando, ela lhe dá a clínica. Mark termina seu relacionamento com Callie, o que leva a Erica e Callie se beijarem. Webber se prepara para reconquistar Adele e voltar com ela. Um menino preso em cimento após um desafio colocou sua saúde em risco, levando os médicos do Seattle Grace a simpatizar e aliviar suas dores. Cristina assume a liderança na cirurgia. George confronta Webber e pode refazer o teste. George depois beija Lexie em alegria, mas não sabe que ela está nutrindo sentimentos por ele. |              |                                          |                     |                                |                        |                     |

## Produção
Esta é a primeira temporada a ser produzida pela ABC Studios sob seu nome atual, após a transição da Touchstone Television em maio de 2007. Também foi produzido pela produtora ShondaLand e The Mark Gordon Company, enquanto a Buena Vista International, Inc. o distribuiu. Os produtores executivos e a showrunner foram Shonda Rhimes, Betsy Beers, Mark Gordon, Krista Vernoff, Rob Corn, Mark Wilding, Joan Rater e James D. Parriott, todos parte da equipe de produção desde o início da série. Os diretores regulares eram Rob Corn e Jessica Yu. A produtora Shonda Rhimes escreveu cinco dos dezessete episódios, dois dos quais foram ao lado da produtora Krista Vernoff. Ao contrário das outras temporadas, exceto a primeira, que foi ao ar no meio da temporada, a quarta temporada de Grey's Anatomy teve um número reduzido de episódios, devido à greve da dos roteiristas dos Estados Unidos entre 2007 a 2008, que causou a cessação da produção a partir de fevereiro a abril, deixando o programa sem escritores durante esse tempo. Como o programa só produziu dez episódios antes do hiato de férias de inverno e transmitiu outro após o intervalo, o programa decidiu completar a temporada com seis novos episódios e retornou em 24 de abril de 2008. Apenas dezessete episódios foram produzidos dos vinte e três originalmente concebidos para a temporada.
Após a transição de Kate Walsh de Grey's Anatomy para a sua série derivada Private Practice, sua personagem deixou o programa depois de uma temporada de dois anos. Em 7 de junho de 2007, foi anunciado que o contrato de Isaiah Washington não havia sido renovado. A ex-estrela de Reunion, Chyler Leigh, estrelou os dois últimos episódios da terceira temporada como Lexie Grey, uma nova interna e meia-irmã mais nova de Meredith Grey. Em 11 de junho de 2007, foi anunciado que Leigh se tornaria uma do membro regular, em vez de participar um arco de 13 episódios como planejado anteriormente. A personagem Dra. Erica Hahn, interpretada por Brooke Smith se juntou ao elenco principal, reprisando seu papel antagônico no quinto episódio da temporada. Ela substitui Preston Burke como chefe de cirurgia cardiotorácica. Após o seu retorno, ela faz a personagem de Sandra Oh, Cristina Yang trabalhar mais para seu sucesso em cardiotorácica e inicialmente serviu como um novo interesse amoroso para Mark Sloan, de Eric Dane. Mesmo que um novo personagem masculino tenha sido originalmente pensado para ser apresentado como um rival do Dr. Derek Shepherd, a mudança não ocorreu. Joshua Jackson, ex-integrante de Dawson's Creek, estava programado para retornar à televisão em um arco de vários episódios como médico, tendo sua primeira aparição no décimo primeiro episódio da temporada. A aparição de Jackson foi cancelada devido à greve dos roteiristas, e o enredo do personagem que ele deveria interpretar nunca foi ao ar no programa.

### Casting

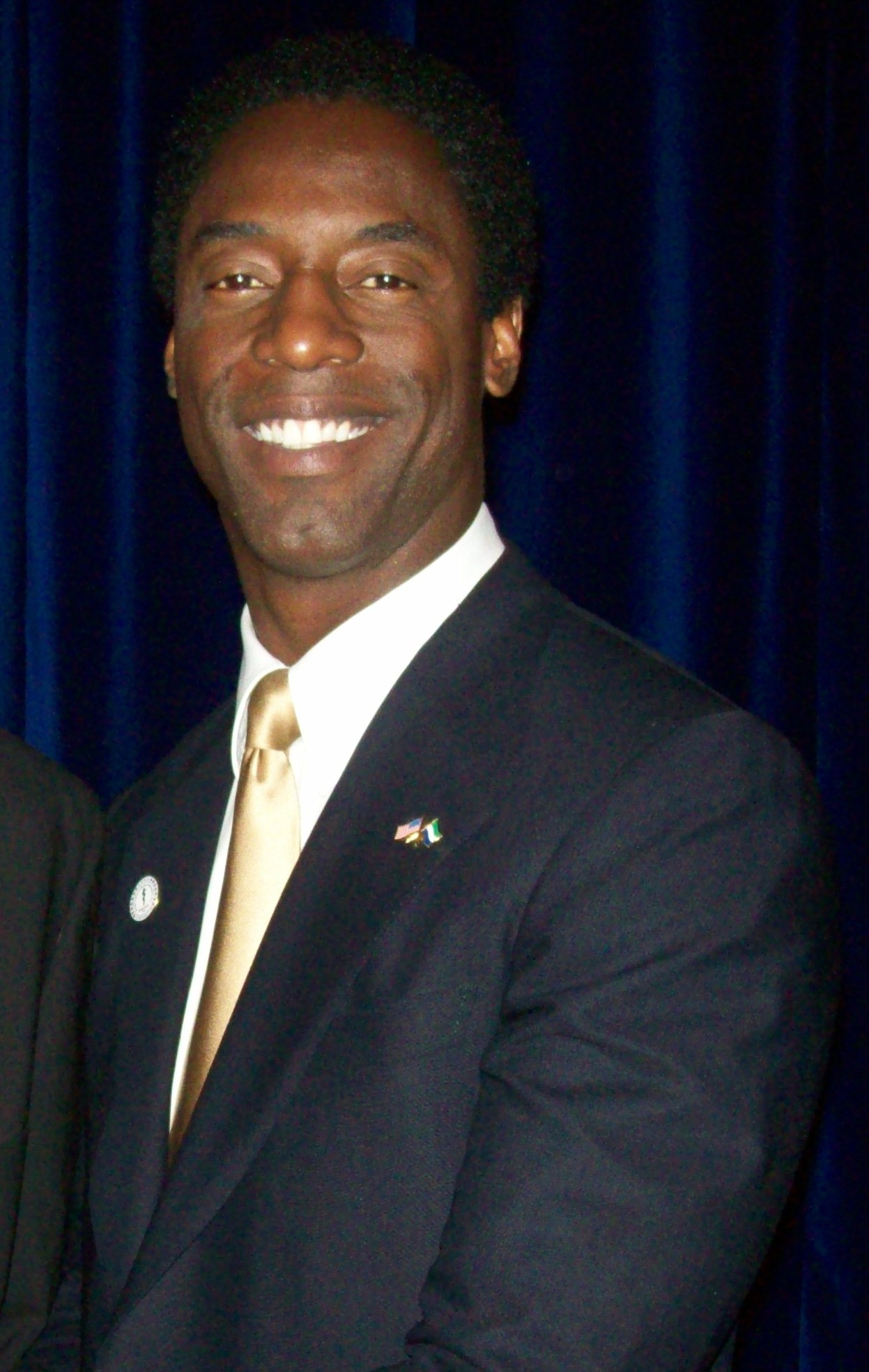
Washington foi demitido antes do início da temporada, devido a um suposto insulto homofóbico sobre Knight.

A quarta temporada teve doze atores recebendo título de principais, com dez deles retornando da temporada anterior, oito dos quais fazem parte do elenco original da primeira. Todos os atores que são rotulados como regulares da série retratam médicos da ala cirúrgica do fictício Seattle Grace Hospital. A maioria dos episódios da série é narrada por Ellen Pompeo, que interpretou a protagonista Dra. Meredith Grey, uma residente cirúrgica cujas histórias são os pontos focais da série. Sandra Oh atuou como a melhor amiga de Meredith, a residente altamente competitiva Dra. Cristina Yang. A colega residente Dra. Isobel "Izzie" Stevens foi interpretada por Katherine Heigl, enquanto o Dr. Alexander "Alex" Karev foi interpretado por Justin Chambers. T.R. Knight fez o inseguro residente com problemas de autoconfiança, Dr. George O'Malley, enquanto Chandra Wilson interpretou a residente-chefe e cirurgiã geral Dra. Miranda Bailey, ex-mentora dos cinco residentes durante o internato. James Pickens, Jr. retratou o médico assistente e cirurgião geral Dr. Richard Webber, que continua seu cargo como Chefe de Cirurgia, apesar de seus antigos desejos de aposentadoria. A cirurgiã ortopédica e residente do quinto ano, Dra. Calliope "Callie" Torres, interpretada por Sara Ramirez, tem que enfrentar a infidelidade do marido e sua inesperada bissexualidade. O cirurgião plástico, Dr. Mark Sloan foi interpretado por Eric Dane, que está constantemente buscando a reconciliação com o ex-melhor amigo, médico e chefe do departamento de Neurocirurgia, o Dr. Derek Shepherd (Patrick Dempsey), cuja relação duradoura com Meredith Grey enfrenta dificuldades. A ex-estrela de Reunion, Chyler Leigh foi promovida regular, após curtas aparições nos dois últimos episódios da terceira temporada, retratando a meia-irmã de Meredith, Lexie Grey, que opta por um internat9 cirúrgico no Seattle Grace Hospital contra o Massachusetts General Hospital, após a morte súbita da mãe. A protagonista de O Silêncio dos Inocentes, Brooke Smith foi atualizada para o estado de regular após várias aparições na segunda e terceira temporada. Uma personagem antagônico em primeiro lugar, ela substitui Preston Burke como Chefe de Cirurgia cardiotorácica, constantemente mostrando desrespeito pelo relacionamento anterior de Cristina com ele.
Vários personagens coadjuvantes receberam aparições recorrentes na história progressista, incluindo o ex-ator de Gilmore Girls, Edward Herrmann, que apareceu em três episódios. Seth Green de Buffy the Vampire Slayer, estrelou dois episódios, enquanto Lauren Stamile retratou a enfermeira Rose, um interesse amoroso de Derek. Kate Walsh apareceu pela primeira vez desde a sua partida em 1 de maio de 2008 recebendo uma participação especial no papel de Addison Montgomery, agora a personagem principal de Private Practice. Jeff Perry, Loretta Devine e Debra Monk reprisaram seus papéis como Thatcher Grey, Adele Webber e Louise O'Malley, respectivamente. Diahann Carroll e Elizabeth Reaser continuaram em sua temporada de três papéis introduzidos como Jane Burke e Rebecca Pope, respectivamente.
Em outubro de 2006, surgiram notícias de que Washington havia insultado T.R. Knight com um insulto homofóbico durante uma discussão com Patrick Dempsey. Logo após os detalhes do argumento se tornarem públicos, Knight divulgou publicamente que ele era gay. A situação pareceu um pouco resolvida quando Washington emitiu uma declaração, pedindo desculpas pelo "uso infeliz de palavras durante o recente incidente no set". A controvérsia mais tarde ressurgiu quando o elenco apareceu no Globo de Ouro em janeiro de 2007. Enquanto estava sendo entrevistado no tapete vermelho antes da premiação, Washington brincou: "Eu amo gay. Eu queria ser gay. Por favor, deixe-me ser gay". Depois que o programa ganhou o prêmio de Melhor Drama, Washington, em resposta a perguntas da imprensa sobre qualquer conflito nos bastidores, disse: "Eu nunca chamei a T.R. de bicha." Entretanto, numa entrevista com Ellen DeGeneres no The Ellen DeGeneres Show, Knight disse que "todo mundo ouviu ele."
Depois de ser repreendido por seu estúdio, a Touchstone Television, Washington divulgou um comunicado pedindo desculpas por repetir a palavra no tapete do Globo de Ouro. Em 30 de janeiro de 2007, uma fonte disse à revista People que Washington deveria voltar ao programa na quinta-feira pela primeira vez desde que entrou para o "aconselhamento executivo" depois de fazer os comentários no Globo de Ouro. No entanto, em 7 de junho de 2007, a ABC anunciou que havia decidido não renovar o contrato de Washington e que ele seria retirado do programa. "Estou louco como o inferno e não vou aguentar mais", disse Washington em comunicado divulgado por seu assessor, tomando emprestada a famosa frase de Network. Em outro relatório, Washington afirmou que estava planejando "passar o verão fazendo trabalhos de caridade em Serra Leoa, trabalhar em um filme independente e evitar se preocupar com o programa." Em uma entrevista subsequente, Washington afirmou que "eles demitiram o cara errado", referindo-se a Knight, e disse que estava considerando a possibilidade de entrar com uma ação judicial como resultado. Ele acusou Knight de usar a controvérsia para reforçar sua própria carreira e aumentar seu salário. Washington, no final de junho de 2007, começou a afirmar que o racismo na mídia foi um fator de sua demissão da série. Em 2 de julho de 2007, Washington apareceu no Larry King Live, na CNN, para apresentar seu lado da controvérsia. De acordo com Washington, ele nunca usou a "palavra com F" em referência a Knight, mas sim deixou escapar em um contexto não relacionado no curso de um argumento "provocado" por Dempsey, ele achava que estava tratando-o como uma "palavra com B", uma "palavra com P" e a "palavra com F", que Washington disse que transmitia "alguém que está sendo fraco e com medo de revidar." O próprio Washington disse que sua demissão de Grey's Anatomy foi um mal-entendido infeliz de que ele estava ansioso para passar. Mais tarde, ele afirmou que se ele fosse convidado a fazer uma aparição no programa, ele não hesitaria em dizer "sim". A imagem de Washington foi usada em anúncios do episódio de 9 de maio de 2008, "The Becoming". Depois que isso foi ao ar, o advogado de Washington, Peter Nelson, contatou a ABC e o Screen Actors Guild e citou isso como um uso ilegal da imagem de seu cliente. Seu assessor de imprensa, Howard Bragman, disse ao The Hollywood Reporter que "eles têm os direitos do personagem de avançar a história, mas não a imagem" e afirmou esperar que isso resultasse em um "acordo financeiro", mas ainda é incerto se finalmente aconteceu.

## Recepção

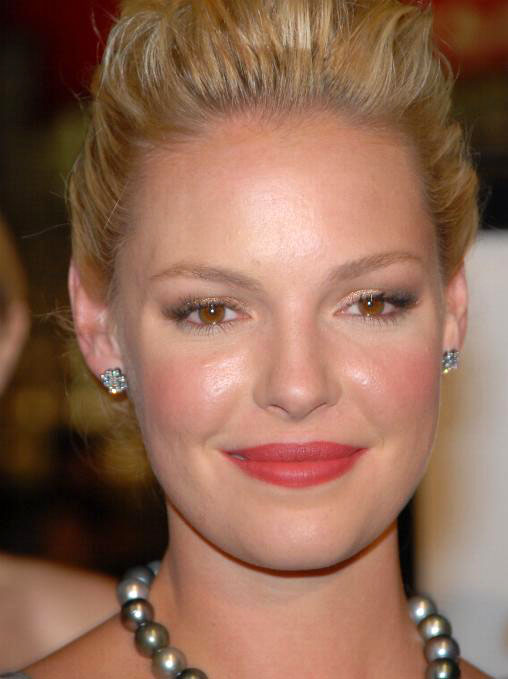
Heigl recusou-se a ser considerada para o Emmy Awards de 2008 devido ao material insuficiente em Grey's Anatomy.

Debbie Chang da BuddyTV.com expressou decepção no desenvolvimento do programa durante toda a temporada, afirmando que era "tudo sobre casais, entrando e saindo de relacionamentos, tentando fazer sexo quente nos apertados beliches duplos na sala de chamada." Chang também observou o curto tempo de tela dos personagens Mark Sloan e Richard Webber, e a falta de desenvolvimento romântico em suas histórias. Muitos críticos avaliaram negativamente o desenvolvimento de Izzie Stevens na quarta temporada da série, particularmente seu caso com George. Katherine Heigl considerou a relação deles "uma manobra de audiência". Heigl explicou: "Eles realmente machucaram alguém, e eles não pareciam estar assumindo muita responsabilidade por isso. Eu realmente tenho dificuldade com esse tipo de coisa. Eu sou talvez um pouco equilibrada demais sobre isso. Eu realmente não conheço muito bem a Izzie agora. Ela mudou bastante." Laura Burrows da IGN afirmou que a série se tornou "um pouco mais do que medíocre, mas menos que fantástica" em sua quarta temporada. Ela também disse que "nesta temporada provou que mesmo a química forte e boa atuação não podem salvar uma série que sofre com a inevitável trama reciclada." No entanto, o episódio "Physical Attraction, Chemical Reaction" recebeu uma crítica positiva, com Burrows afirmando que "englobou completamente todas as coisas que fazem deste um grande programa: drama emocional intenso e atividades macabras". O relacionamento Derek/Rose recebeu críticas negativas, com Burrows afirmando que foi "emocional, mas não notável". Jack Florey do IndieLondon analisou os personagens, afirmando que o comportamento deles é o maior problema do programa: "as atitudes egoístas, pretensiosas e frequentemente egoístas que levam os cirurgiões ao centro do exasperado de Grey mais que a recompensa". Quanto aos enredos, Foley afirmou que eles não "soam verdadeiros" e que "os dispositivos da trama tornaram-se cada vez mais desajeitados", notando a falta de realismo em arcos como o casamento de George e Callie e o caso de Izzie "como um meio de separar". Florrey também comentou sobre o arco de Meredith Grey, afirmando que ela se transformou em "uma das personagens mais egoístas e egocêntricas da televisão", enquanto a história de Mark Sloan foi nomeada "obcecada por sexo, limítrofe misógina e quase escandalosa". Daniel Fienberg, da Zap2It, disse que uma das melhores performances da temporada veio da atriz convidada ao prêmio Emmy, Elizabeth Reaser. A Pajiba TV revisou o desempenho de Reaser afirmando que "tem sido uma das únicas coisas boas que o programa já fez." A Entertainment Weekly chamou a performance de Reaser como Ava a sexta performance de paciente mais memorável da série. O About.com afirmou que Alex Karev tornou-se "um cirurgião ousado e excessivamente confiante".
Vários atores e membros da equipe de produção foram premiados por seu trabalho durante a temporada. No 60.º Emmy do Primetime em 21 de setembro de 2008, Sandra Oh foi indicada por sua atuação como Cristina Yang no episódio "The Becoming", enquanto Chandra Wilson recebeu uma indicação por sua interpretação de Miranda Bailey em "Lay Your Hands on Me", ambas para Melhor Atriz Coadjuvante em Série Dramática. Katherine Heigl, que interpretou Izzie Stevens, recusou-se a colocar seu nome à frente para consideração no Emmy, alegando que ela havia recebido material insuficiente na temporada para garantir uma indicação. [[Diahann Carroll00 foi indicada para Melhor Atriz Convidada em Série Dramática por sua interpretação de Jane Burke em "Love/Addiction". A equipe de maquiagem, composta por Norman T. Leavitt, Brigitte Bugayong, Thomas R. Burman e Bari Dreiband-Burman, foi indicada para Melhor Maquiagem Protética por "Forever Young" e Melhor Maquiagem Não Protética por "Crash Into Me". A interpretação de Callie Torres por Sara Ramirez foi avaliada positivamente, resultando em sua indicação ao American Latino Media Arts Awards de 2008. No 65.º Globo de Ouro, em 13 de janeiro de 2008, a série foi indicada para Melhor Série Dramática, enquanto o desempenho individual de Katherine Heigl resultou em uma indicação de Melhor Atriz Coadjuvante em uma série de televisão. Na 40.ª Associação Nacional para o Progresso dos Prêmios de Imagem de Pessoas de Cor, Chandra Wilson ganhou a categoria de Melhor Atriz em Série Dramática, onde Shonda Rhimes foi premiada na categoria Melhor Roteiro em Série Dramática, por "Freedom". James Pickens, Jr. também recebeu uma indicação por sua atuação como Richard Webber na de Melhor ator numa Série de Drama. No Prism Award de 2008, Justin Chambers foi indicado para Melhor Desempenho em Série de Drama, enquanto Elizabeth Reaser recebeu uma indicação para Melhor Desempenho em Múltiplos Episódios. Nos Teen Choice Awards de 2008, Patrick Dempsey e Katherine Heigl foram indicados para Ator e Atriz de Televisão de Escolha.
A temporada foi a segunda a ir ao ar no horário de quinta-feira, às 21:00, depois de ter sido movida no início da terceira temporada, após duas temporadas no horário de domingo à noite, como uma saída de Desperate Housewives, que foi ao ar às 21:00 para toda a sua execução. A temporada foi ao ar antes de Ugly Betty, em sua segunda temporada, que foi ao ar nas noites de quintas-feiras às 20:00. Grey's Anatomy teve uma média de 15,92 milhões de espectadores em sua quarta temporada, ficando em décimo na audiência. O episódio de maior audiência da temporada foi a estreia da temporada, com 20,93 milhões de telespectadores assistindo e uma classificação de 7,3 na Nielsen, ocupando o terceiro lugar da semana. Os episódios mostraram uma queda nas classificações em comparação com a estréia da temporada anterior, que teve quase cinco milhões de espectadores e uma classificação de 9,0. A estreia da temporada também atraiu menos espectadores do que o final da temporada anterior, que foi assistido por 22,57 milhões de telespectadores, e recebeu uma classificação de 8,0. Embora "A Change is Gonna Come" atraiu mais espectadores do que "Now You Know" de Desperate Housewives, foi assistido por 19,32 milhões de telespectadores, recebeu uma classificação de 6,7 e ficou em quarto lugar na semana, o episódio foi superado por "Dead Doll", de CSI: Crime Scene Investigation, que foi ao ar na mesma hora e ficou em primeiro lugar na semana, com 25,22 milhões de espectadores e uma classificação de 8,8. O episódio de menor audiência foi o nono, assistido por 14,11 milhões de telespectadores e classificado em décimo quarto na semana, com uma classificação de 4,9, vendo uma queda repentina, após o episódio anterior, o segundo mais assistido na temporada, que atraiu 19,61 milhões de telespectadores e recebeu uma classificação de 6,8. A primeira parte de "Crash Into Me" foi superado no horário por "You Kill Me" de CSI: Crime Scene Investigation, o episódio especial de Ação de Graças que atraiu 14,75 milhões de telespectadores e recebeu uma classificação de 5,2, ficando em décimo primeiro lugar na semana. O final da temporada foi assistido por 18,09 milhões de espectadores, sendo o primeiro final a atrair menos de 20 milhões de telespectadores. Ficou em quinto lugar na semana, e recebeu uma classificação de 6,3. Houve uma diminuição significativa no número de espectadores, em comparação com o final da temporada anterior, que atraiu quase quatro milhões de espectadores e recebeu uma classificação de 8,0.

## Lançamento em DVD
| Grey's Anatomy: The Complete Fourth Season – Expanded |                       |                       | | | | | | |
| Capa do DVD                                           | Capa do DVD           | Capa do DVD           | Detalhes do conjunto | Detalhes do conjunto | Detalhes do conjunto | Características especiais | Características especiais | Características especiais |
|                                                       |                       |                       | - 17 episódios (1 prolongado) - 5 discos - Formato de tela 1.78:1 - Inglês (Dolby Digital 5.1 Surround) - Legendas: Inglês, Francês, Espanhol - Comentários em Áudio | - 17 episódios (1 prolongado) - 5 discos - Formato de tela 1.78:1 - Inglês (Dolby Digital 5.1 Surround) - Legendas: Inglês, Francês, Espanhol - Comentários em Áudio | - 17 episódios (1 prolongado) - 5 discos - Formato de tela 1.78:1 - Inglês (Dolby Digital 5.1 Surround) - Legendas: Inglês, Francês, Espanhol - Comentários em Áudio | - Episódio "Forever Young" Prolongado - Novas Médicas na Área – Entrevista com Brooke Smith, Chyler Leigh e Lauren Stamile - No Set com Patrick & Eric – Nos Bastidores com Patrick Dempsey e Eric Dane - Bom Remédio – Cenas Favoritas - Dissecando Grey's Anatomy – Cenas Não Transmitidas - Erros de Gravação | - Episódio "Forever Young" Prolongado - Novas Médicas na Área – Entrevista com Brooke Smith, Chyler Leigh e Lauren Stamile - No Set com Patrick & Eric – Nos Bastidores com Patrick Dempsey e Eric Dane - Bom Remédio – Cenas Favoritas - Dissecando Grey's Anatomy – Cenas Não Transmitidas - Erros de Gravação | - Episódio "Forever Young" Prolongado - Novas Médicas na Área – Entrevista com Brooke Smith, Chyler Leigh e Lauren Stamile - No Set com Patrick & Eric – Nos Bastidores com Patrick Dempsey e Eric Dane - Bom Remédio – Cenas Favoritas - Dissecando Grey's Anatomy – Cenas Não Transmitidas - Erros de Gravação |
| Datas de lançamento                                   |                       |                       | | | | | | |
| Região 1                                              | Região 1              | Região 1              | Região 2 | Região 2 | Região 2 | Região 4 | Região 4 | Região 4 |
| 9 de novembro de 2008                                 | 9 de novembro de 2008 | 9 de novembro de 2008 | 23 de novembro de 2009 | 23 de novembro de 2009 | 23 de novembro de 2009 | 5 de novembro de 2008 | 5 de novembro de 2008 | 5 de novembro de 2008 |